# (35411) 1997 YX16
1997 YX16 (asteroide 35411) é um asteroide da cintura principal. Possui uma excentricidade de 0.11465740 e uma inclinação de 6.60408º.
Este asteroide foi descoberto no dia 29 de dezembro de 1997 por Beijing Schmidt CCD Asteroid Program em Xinglong.